# 소피아 귀화법
소피아 귀화법이란 팔츠의 조피의 개신교 후손이라면 누구나 영국의 왕위계승권과 시민권을 얻을 수 있다는 법이다. 영국 국적 법령에 의해서 1948년에 폐지되어, 시민권은 얻을 수 없지만 왕위 계승권은 얻을 수 있다. 조피의 영국식 인명이 소피아이기에 소피아 귀화법이라 부른다.

## 개요
팔츠의 조피는 영국인이 아니었으며, 영국에서 자라지도 않았다. 그러나 사이가 좋지 않았던 윌리엄 3세와 메리 2세 사이에는 아이가 없었고 그들의 뒤를 이어 즉위한 앤과 그녀의 부군 덴마크의 조지 사이에서 태어난 모든 자녀들이 사망하자 영국 의회에서는 권리장전으로 왕위 계승 서열에서 배제되었던 조피를 추정상속인으로 선언하였으며, 그녀의 개신교 후손이라면 누구나 영국의 왕위계승권을 얻도록 하였다. 비록 조피는 앤보다 먼저 죽어 여왕이 되지는 못하였지만, 그녀의 아들인 게오르크는 훗날 영국의 왕이 되었다.

### 폐지
이 법은 영국 국적 법령에 의해서 1948년에 폐지되어버렸지만, 1948년 이전에 태어난 팔츠의 조피의 개신교 후손에 한해서는 영국 정부에 신청을 하면 영국 국적을 얻을 수 있다. 그 예로 1957년에 에른스트 아우구스트 폰 하노버가 영국 정부에 소피아 귀화 신청을 했는데, 그는 1914년에 태어났기 때문에, 영국 국적을 취득하였다.

## 같이 보기
- 앤
- 팔츠의 조피
- 영국의 왕위 계승 순위